# ملويات
ملويات هي فصيلة من البكتيريا، سلبية الغرام، تتبع العطيفيات.